# College Green
College Green (Faiche an Choláiste en irlandais), appelé précédemment Hoggen Green, est une place triangulaire, située au cœur de Dublin.

## Situation et accès
Sur son côté nord, se trouve un bâtiment, connu aujourd'hui comme la Banque d'Irlande, qui, jusqu'en 1800, abritait le siège du Parlement d'Irlande. À l'est se trouve Trinity College. Au sud, se tient une série de bâtiments du XIXe siècle, qui sont pour la plupart des banques. Côté ouest, la place s'ouvre sur une rue importante, appelée Dame Street.
Les hommes libres de la ville de Dublin avaient le droit de faire pâturer leurs troupeaux sur les terrains communs, dont faisait partie College Green. Maintenant, College Green n'est plus un « espace vert ». Elle est devenue une rue allant des grilles devant Trinity College jusqu'aux feux tricolores pour piétons proches de la Central Bank de Dame Street, au carrefour avec Trinity Street. La numérotation de la rue débute côté nord, à Westmoreland Street et à Trinity College, et progresse vers l'ouest, puis revient de l'autre côté de la rue jusqu'à Trinity College, au bas de Grafton Street. Les habitants de Dublin confondent souvent cette rue avec Dame Street, car elle se trouve dans son prolongement. College Street, qui va de Pearse Street à Westmoreland Street, longeant les grilles au nord de Trinity College, est souvent prise pour College Green.

## Historique
College Green a été utilisé comme point de ralliement lors des principaux rassemblements politiques. Au milieu des années 1990, le président américain Bill Clinton s'y adressa à une vaste foule durant sa visite en Irlande.

## Bâtiments remarquables et lieux de mémoire
Trois importants monuments publics se trouvent à College Green. Une statue du XIXe siècle d'Henry Grattan, un des principaux membres de l'ancien Parlement d'Irlande, se tient en face de Trinity College, masquée par des arbres mal placés. Plus en arrière, se trouve ce qui est généralement considéré comme une médiocre statue du patriote Thomas Osborne Davis, à cause du corps déformé et des mains hors de proportion. Cette statue a parfois été surnommée « Frankenstein ». C'était précédemment l'emplacement d'une des plus belles statues équestres de Dublin, celle du roi Guillaume d'Orange. Des républicains irlandais la firent exploser dans les années 1930.